# Рогозна (Каменец-Подольский район)
Рогозна (укр. Рогізна) — село в Каменец-Подольском районе Хмельницкой области Украины.
Население по переписи 2015 года составляло 767 человек. Почтовый индекс — 32395. Телефонный код — 3849. Занимает площадь 1,789 км².

## Местный совет
32395, Хмельницкая обл., Каменец-Подольский р-н, с. Калачковцы, ул. Ленина, 10